# 르완다 항공
르완다 항공(영어: RwandAir)은 르완다의 항공사로 주로 아프리카 대륙에 취항하고 있다. 키갈리 국제공항이 허브 공항으로 2002년에 르완다의 화물 항공사인 실버백 카고 프레이트(영어: Silverback Cargo Freighters)와 르완다 정부와 합작으로 르완다에어 익스프레스(영어: Rwandair Express)를 설립했다. 2009년에 현재의 사명으로 변경했다.

## 운항 노선
- 2017년 10월 기준으로 르완다 항공은 다음과 같은 노선을 운항하고 있다.[3][4]

### 코드쉐어 협정
2016년 10월 기준, 르완다 항공은 다음 항공사와 코드쉐어 협정을 체결하였다.
- 남아프리카 항공 (스타 얼라이언스)
- 브뤼셀 항공 (스타 얼라이언스)
- 에어 우간다
- 에티오피아 항공 (스타 얼라이언스)
- 터키항공 (스타 얼라이언스)
- 프로플라이트 잠비아[7]

## 보유 기종
- 2017년 10월 기준으로 르완다 에어는 다음과 같은 기종을 보유하고 있다.[8]